# Hanbushiyeh
Hanbushiyeh (tiếng Ả Rập: حنبوشية) là một ngôi làng Syria nằm ở Bidama Nahiyah thuộc huyện Jisr al-Shughur, Idlib. Theo Cục Thống kê Trung ương Syria (CBS), Hanbushiyeh có dân số 968 trong cuộc điều tra dân số năm 2004.